# UT-VPN
UT-VPN（ゆーてぃー・ぶいぴーえぬ、University of Tsukuba Virtual Private Network）とは、学術実験目的のオープンソース L2-VPNソフトウェアである。ソフトイーサの主力製品であるPacketiX VPN 3.0を基本として、2010年6月にオープンソースソフトウェアとして公開された。
2013年3月、筑波大学とソフトイーサは SoftEther VPNプロジェクトを発表し、2013年7月に UT-VPN からのプロジェクト移行と終了が発表された。

## 概要
UT-VPNは、TCP/IPネットワーク上にレイヤ2 VPNを構築するためのソフトウェアである。仮想LANカードおよび仮想ハブと呼ばれる手法により、イーサネットを仮想化することで、レイヤ2 VPNを構築できる。また、レイヤ3スイッチを仮想化することにより、レイヤ3 VPNを構築できる。尚、基本となったPacketiX VPN及び前バージョンであるSoftEtherの特徴であるSSLを用いたVPN接続にも対応し、WWW Proxyを経由してセッションを確立できる。
詳細については、このソフトウェアのベースとなったPacketiX VPNの項目を参照のこと。

## PacketiX VPNとの関係
UT-VPNは、PacketiX VPNをベースとしたオープンソースのレイヤ2 VPNソフトウェアであり、ソフトイーサ、筑波大学、登大遊によって公式に初版が配布された。なお、ソフトイーサ社はプレスリリースにおいて、UT-VPNが学術実験、またはベータ版としての特性を持ったソフトウェアであり、Redhat Enterprise Linuxに対するFedora、Mac OS XにおけるOpenDarwin、SolarisにおけるOpenSolarisのようなものであると説明している。

### 互換性
開発のベースとなったPacketiX VPNとは互換性があり、PacketiX VPN Ver 2.0 Build 5280以降と相互接続が可能である。

### 削除された機能
PacketiX VPNをベースとしてオープンソース化されるにあたり、PacketiX VPNが使用していた一部ソースコードのライセンス等の問題により、実用目的である幾つかの機能が削除された。
- DoS防御機能
- 外部サーバーによるユーザー認証機能（Radius / NTドメイン/ Active Directory）
- 証明書認証（PKI認証）機能
- パケットログ機能
- 接続元IPアドレス制限機能
- syslog転送機能
- 簡易インストーラ機能
- Webインストーラ機能（ActiveX）
- ブランド化ツールキット機能
- VPNAPI（SDK）機能

### 開発が検討されている機能
これらは、ソフトイーサ社のプレスリリースで開発を予定している機能として発表されたものであり、開発が約束されているわけではない。
- Mac OS Xに対応したVPN Client
- iPhone、iPad、Android等からのVPN接続機能
- Linux、FreeBSD、Solaris、Mac OS X用のサーバー管理マネージャGUI
- IPsec（IKEv1またはIKEv2）との接続互換性
- DirectAccess機能またはSSTP機能の搭載
- マネージドMicrosoft .NET APIライブラリ
- 仮想L3スイッチのIPv6対応
- Web管理インターフェイス

なお、UT-VPNの後継プロジェクトであるSoftEther VPNプロジェクトの成果物により、上記のうち幾つかの機能が実装された。

## 動作環境
UT-VPNが動作するオペレーティングシステムは、次の通りである。

### UT-VPN Server
- Windows
  - Windows 98 / Millennium Edition
  - Windows NT 4.0
  - Windows 2000
  - Windows XP
  - Windows Server 2003
  - Windows Vista
  - Windows Server 2008
  - Hyper-V Server
  - Windows 7
  - Windows Server 2008 R2

※32ビット環境、64ビット環境の両方で動作する。
- UNIX
  - Linux（2.4以降）
  - FreeBSD（6.0以降）
  - Solaris（8.0以降）
  - Mac OS X（Tiger以降）

### UT-VPN Client
- Windows
  - Windows 98
  - Windows ME
  - Windows 2000
  - Windows XP
  - Windows Server 2003
  - Windows Vista
  - Windows Server 2008
  - Hyper-V Server
  - Windows 7
  - Windows Server 2008 R2

※32ビット環境、64ビット環境の両方で動作する。
- UNIX
  - Linux（2.4以降）

CPUアーキテクチャについては、ソースコードのコンパイルが可能な環境であれば動作する。